# Yoldiella frigida
Yoldiella frigida är en musselart som först beskrevs av Torell 1859.  Yoldiella frigida ingår i släktet Yoldiella och familjen Yoldiidae. Arten är reproducerande i Sverige. Inga underarter finns listade i Catalogue of Life.